# NGC 603
NGC 603 est constitué de trois étoiles situées dans la constellation du Triangle.
L'ingénieur irlandais Bindon Blood Stoney  a enregistré la position de ce système le 16 novembre 1850.